# Кола заострённая
Кола заострённая (лат. Cola acuminata) — вид растений из рода Кола семейства Мальвовые.
Ранее род входил в семейство Стеркулиевые (Sterculiaceae); в системе классификации АPG II относится к подсемейству Стеркулиевые (Sterculioideae) семейства Мальвовые (Malvaceae).
Синоним: Sterculia acuminata P.Beauv.basionym

## Описание

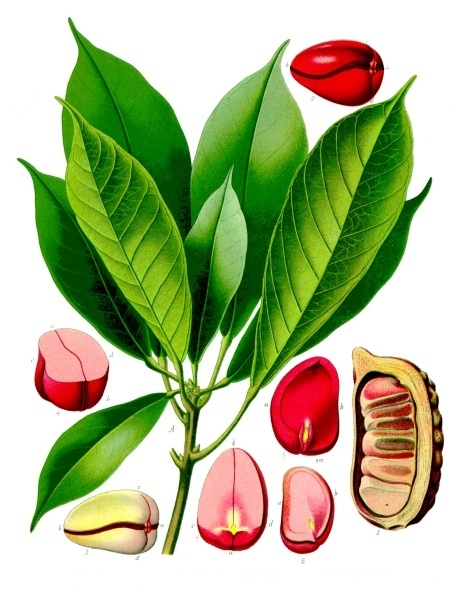
Кола заострённая. Ботаническая иллюстрация из справочника Köhler's Medizinal-Pflanzen, 1887

Кола заострённая — дерево, достигает в высоту 15-20 м.

Листья — продолговато-эллиптические, кожистые, черешковые, собраны на концах ветвей по 5-15 штук.

Цветки — пятилепестковые, светло-жёлтого цвета, на каждом лепестке по три красных полоски, достигают в диаметре 2 см, собраны в метельчатые соцветия.

Плод — кожистая или деревянистая сборная листовка из 4—5 плодолистиков.

## Применение
Семена растения, называемые «орехи кола» (около 3 см в диаметре), содержат до 2,5 % кофеина и 0,05 % теобромина. Находят применение в медицине и для изготовления тонизирующих напитков (кока-кола, пепси-кола и др.).